# Power forward (basket)

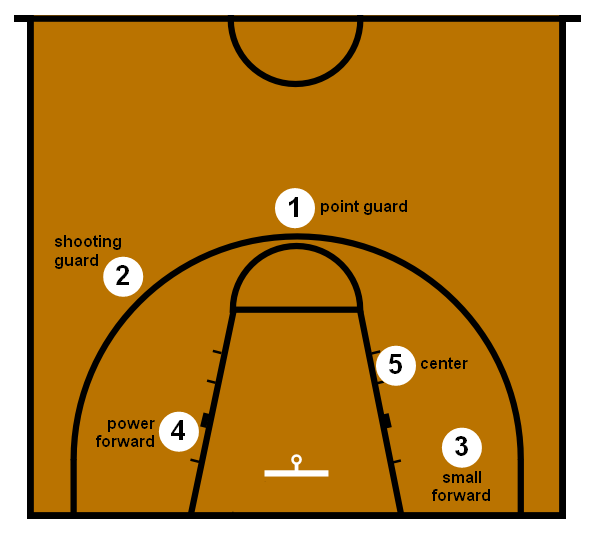
Nummer fyra på bilden.

Power forward (PF), även kallat "fyran", är en position i basket. En power forward ska vara en lång och kraftfull spelare. Dess främsta uppgift är att ta sig igenom motståndarnas försvar mot korgen. Det är också en mycket viktig position som returtagare.

## Kända power forwards
- Charles Barkley
- Tim Duncan
- Kevin Garnett
- Pau Gasol
- Blake Griffin
- Karl Malone
- Kevin McHale
- Dirk Nowitzki
- Dennis Rodman
- Anthony Davis
- Giannis Antetokounmpo